# 스페인 황금기

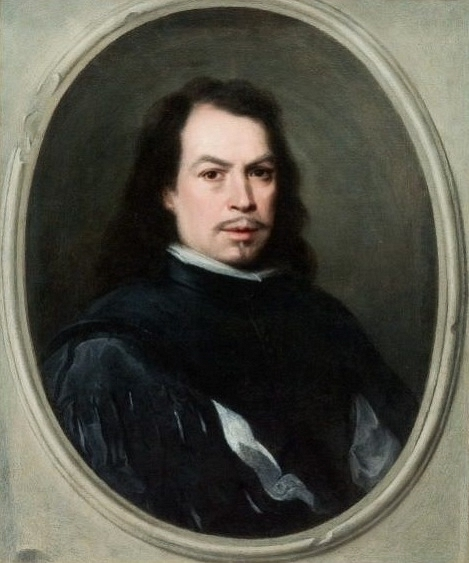

스페인의  황금기(스페인어: Siglo de Oro)는 15세기에서 17세기에 걸친 스페인의 미술, 음악, 문학 융성의 시기를 가리킨다. 그 시기는 정확히 언제부터 언제까지 말할 수는 없지만, 일반적으로 시작은 1492년 정도로 여겨지며, 페드로 칼데론 데라바르카가 죽은 1681년을 끝으로 여겨지고 있다.

## 같이 보기
- 스페인 르네상스
- 스페인의 역사
- 스페인 제국
- 미겔 데 세르반테스